# Goede tijden, slechte tijden (seizoen 16)
Het zestiende seizoen van Goede tijden, slechte tijden startte op 29 augustus 2005. Het seizoen werd elke werkdag uitgezonden op RTL 4. In augustus 2017 werd het volledige seizoen uitgebracht op dvd.

## Rolverdeling

### Aanvang
Het zestiende seizoen telde 215 afleveringen (aflevering 2996-3210)
| Acteur               | Personage          | Afleveringen                    |
| -------------------- | ------------------ | ------------------------------- |
| Jette van der Meij   | Laura Selmhorst    | 2996–3060, 3103–3210            |
| Wilbert Gieske       | Robert Alberts     | Hele seizoen                    |
| Bartho Braat         | Jef Alberts        | Hele seizoen                    |
| Wik Jongsma          | Govert Harmsen     | 2996–3105                       |
| Caroline De Bruijn   | Janine Elschot     | Hele seizoen                    |
| Erik de Vogel        | Ludo Sanders       | Hele seizoen                    |
| Bas Muijs            | Stefano Sanders    | 2996–3010                       |
| Charlotte Besijn     | Barbara Fischer    | 2996–3025, 3038–3124, 3137–3210 |
| Lieke van Lexmond    | Charlie Fischer    | Hele seizoen                    |
| Koert-Jan de Bruijn  | Dennis Tuinman     | Hele seizoen                    |
| Fajah Lourens        | Yasmin Fuentes     | 2996–2999                       |
| Elle van Rijn        | Valerie Fischer    | 2996-3018                       |
| Joris Putman         | Morris Fischer     | Hele seizoen                    |
| Sebastiaan Labrie    | Ray Groenoord      | 2996–3035                       |
| Inge Schrama         | Sjors Langeveld    | Hele seizoen                    |
| Christophe Haddad    | Nick Sanders       | Hele seizoen                    |
| Chris Comvalius      | Dorothea Grantsaan | Hele seizoen                    |
| Everon Jackson Hooi  | Bing Mauricius     | Hele seizoen                    |
| Marly van der Velden | Nina Sanders       | Hele seizoen                    |
| Mark van Eeuwen      | Jack van Houten    | Hele seizoen                    |

### Nieuwe rollen
De rollen die in de loop van het seizoen werden geïntroduceerd als belangrijke personages
| Acteur           | Personage         | Afleveringen         |
| ---------------- | ----------------- | -------------------- |
| Rixt Leddy       | Dian Alberts      | 2999–3210            |
| Carolien Spoor   | Florien Fischer   | 3041–3127, 3142–3200 |
| Jeffrey Hamilton | Fos Fischer       | 3041–3201            |
| Sabine Koning    | Anita Dendermonde | 3163–3210            |
| Ruud Feltkamp    | Noud Mulder       | 3210                 |

### Bijrollen
| Acteur                | Personage                          | Afleveringen                    |
| --------------------- | ---------------------------------- | ------------------------------- |
| Alexander van Heteren | Guus Tuinman                       | 2996–3000                       |
| Michael Krass         | George Vandermeer                  | 2996–3006                       |
| Lidewij Benus         | Zuster Vincenza                    | 2996–3031                       |
| Frank Meijers         | Bas Fischer                        | 3018–3025, 3041                 |
| Elly de Graaf         | Rosa Gonzalez                      | 3020–3033, 3089–3164, 3192      |
| Sophie Drossaers      | Hannie van der Kroeft              | 3025–3035                       |
| Anique Pappers        | Wiet ter Lake                      | 3038–3075, 3089–3100, 3149–3150 |
| Babette van Veen      | Linda Dekker                       | 3039–3095                       |
| Sietse Remmers        | Fay Fischer                        | 3041–3052, 3122–3123, 3172–3175 |
| Amber Teterissa       | Saskia Miedema                     | 3072-3085, 3086, 3098-3099      |
| Adrienne Kleiweg      | Louise Kappers                     | 3078–3105                       |
| Casper van Bohemen    | Hans van Houten / Frits van Houten | 3079–3150                       |
| Sigrid Koetse         | Augusta van Houten                 | 3096–3147                       |
| Diana Dobbelman       | Hennie Harmsen                     | 3104                            |
| Liesbeth Kamerling    | Daantje Mus                        | 3104–3140                       |
| Kenneth Herdigein     | Stanley Mauricius                  | 3163–3209                       |
| Aldevina da Silva     | Patricia de Marto                  | 3173–3206                       |
| Pepijn van Halderen   | Eric Mandemaker                    | 3182–3202                       |
| Hans Veerman          | Donald van der Zee                 | 3189–3209                       |